# Edgar Teixeira Leite
Edgar Teixeira Leite (Paraíba do Sul, 20 de março de 1895 — Rio de Janeiro, 21 de julho de 1983) foi um político brasileiro. Exerceu o mandato de deputado classista constituinte em 1934.

## Família
Edgar é filho de Inês Figueira de Melo Teixeira Leite e do advogado e fundador da Faculdade de Direito de Niterói, Leopoldo Teixeira Leite. Seu avô foi um dos fundadores da cidade de Vassouras, o comendador Francisco José Teixeira Leite, conhecido como barão de Vassouras.
Em 1920, casou-se com a filha de José Rufino Bezerra Cavalcanti, presidente de Pernambuco (entre 1919 e 1922), Leonor Bezerra Cavalcanti Teixeira Leite.

## Vida Política
Em 1918 foi eleito prefeito da cidade de Gameleira, em Pernambuco, posto que permaneceu de 1919 até 1922. Alguns dos seus feitos durante o mandato foram a organização de serviços administrativos, modernização do ensino público, instalação de iluminação elétrica e inauguração do primeiro posto de combate às verminoses no estado.
Ainda nesse período, participou do movimento Reação Republicana, que promoveu a candidatura de Nilo Peçanha (seu amigo pessoal) à presidência da República nas eleições de março de 1922 em oposição a Artur Bernardes, que foi eleito.
No mesmo ano, ele se destacou por atuar no combate às medidas tomadas por Epitácio Pessoa, presidente da República. Atuou em favor da candidatura de Carlos de Lima Castro ao governo de Pernambuco, em oposição a José Henrique Carneiro da Cunha (que acabou sendo eleito).
Em 1925, após seu casamento com Leonor, filha do ministro da Agricultura no governo Venceslau Brás (1914-1918), Edgard se associou à uma das maiores organizações comissionárias de Pernambuco, que era a firma do sogro, José Rufino e Cia. Em 1926 assumiu a secretaria geral da Sociedade Auxiliadora da Agricultura, e depois de um tempo, uma das associações rurais mais antigas do país, a Sociedade de Agricultura de Pernambuco.